# ترافيس أوليفر
ترافيس أوليفر (بالإنجليزية: Travis Oliver)‏ هو ممثل بريطاني، ولد في 1950 في بلجيكا.

## وصلات خارجية
- ترافيس أوليفر على موقع IMDb (الإنجليزية)
- ترافيس أوليفر على موقع ألو سيني (الفرنسية)
- ترافيس أوليفر على موقع أول موفي (الإنجليزية)
- ترافيس أوليفر على موقع قاعدة بيانات الفيلم (الإنجليزية)